# 1864年逝世人物列表
1864年逝世人物列表：1月 - 2月 - 3月 - 4月 - 5月 - 6月 - 7月 - 8月 - 9月 - 10月 - 11月 - 12月
下面是1864年逝世的知名人士列表。

## 1月

### 1月13日
- 史蒂芬·福斯特，美國歌曲作曲家

### 1月27日
- 利奧·馮·克倫茨，德國新古典主義建築師、畫家和作家

## 2月

### 2月7日
- 武克·斯特凡诺维奇·卡拉季奇，塞爾維亞語言學家，塞爾維亞文的主要改革者

### 2月22日
- 詹姆斯·塞沃爾·裡德，美國陸軍軍官（戰鬥中）

### 2月25日
- 安娜·哈里遜，美國第一夫人

## 3月

### 3月10日
- 巴伐利亞國王马克西米利安二世

### 3月28日
- 丹麥的夏洛特公主

## 4月

### 4月4日
- 約瑟夫·皮蒂·庫圖伊，美國海軍軍官

### 4月14日
- 查理斯·洛特·丘奇，新斯科舍省政治家

## 5月

### 5月2日
- 贾科莫·梅耶贝尔，德國作曲家

### 5月5日
- 伊莉莎白·安德魯·沃倫，康沃爾植物學家、海洋藻類學家

### 5月9日
- 約翰·塞奇威克，美國內戰聯盟將軍
- 威廉·沃尔夫，德國政治活動家

### 5月12日
- J. E. B. Stuart，美國內戰同盟騎兵將軍

### 5月19日
- 纳撒尼尔·霍桑，美國作家

### 5月20日
- 約翰·克雷爾，北安普敦郡農民詩人

## 6月

### 6月1日
- 洪秀全，中國叛軍

### 6月13日
- 亨利克·登賓斯基，波蘭工程師

### 6月14日
- 派翠克·凱利，美國陸軍軍官（戰鬥中）

### 6月15日
- 威廉·鐘斯，邦聯將軍（戰鬥中）

## 8月

### 8月3日
- 雅各·沃爾特，德國石匠，普通應徵入伍者

### 8月4日
- 大卫·汉泽曼，普魯士政治家

### 8月19日
- 張定，越南領導人（自殺）

### 8月31日
- 費迪南德·拉薩爾，普魯士-德國哲學家、社會主義者和政治家

## 9月

### 9月3日
- 埃米爾·奧斯卡·諾貝爾，阿爾弗雷德·諾貝爾的弟弟（在爆炸中喪生）

## 10月

### 10月1日
- 胡安·何塞·弗洛雷斯，厄瓜多總統

### 10月12日
- 羅傑·塔尼，美國最高法院首席大法官

## 11月

### 11月6日
- Tuanku Imam Bonjol，印尼宗教和軍事領袖

### 11月20日
- 阿爾伯特·紐瑟姆，美國藝術家

### 11月30日
- 約翰·亞當斯，同盟軍軍官（陣亡）
- 派翠克·克利本（Patrick Cleburne），愛爾蘭士兵，邦聯將軍（陣亡）
- States Rights Gist，邦聯將軍（陣亡）

## 12月

### 12月1日
- 威廉·代頓，美國駐法國公使

### 12月8日
- 乔治·布尔，英國數學家、哲學家

### 12月21日
- 奧地利的路德維希

### 12月23日
- 詹姆斯·布朗特爾·奧布萊恩，英國憲章家

### 12月24日
- 瑪麗·貝克（原名威爾科克斯），又名卡拉布公主

### 12月31日
- 喬治·M·達拉斯，美國參議員，美國第11任副總統

## 日期不詳
- 傅善祥，中國學者，大臣